# Torre d'en Corder
La Torre d'en Corder, o Torre d'en Despuig, és una torre de Tortosa (Baix Ebre) declarada bé cultural d'interès nacional.

## Descripció
La torre té planta quadrada, d'uns 6,5m de costat, per una alçada de quasi 20m. Resten els murs portants, ja que els nivells interiors es troben ensorrats. És massissa i esvelta i de maçoneria amb cantonades ben repicades seguint les filades horitzontals ben delimitades. Les textures dels murs són irregulars, ja que el morter fa de reompliment entre pedres a uns llocs i d'arrebossat a uns altres. La porta d'accés es troba a un nivell elevat, construïda per obertura de mig punt, adovellada i de carreus amb orientació est; les altres obertures originals són petites espitlleres i la façana sud hi ha dues obertures (posteriors), molt grosses. El remat superior de la torre es troba incomplet i s'hi poden apreciar uns petits forats ben repartits, probablement per allotjar mènsules o estructures de fusta, pedra... de caràcter defensiu.

## Història
Segons R. Miravall, la torre s'anomenà torre de Llaver al segle xii i fou lliurada per Ramon Berenguer IV a Roger Despuig com a centre d'una explotació agrícola; el topònim "Torre Despuig" apareix documentat el 1580. Segons en Bayerri, es parla de la torre d'en Corder com una torre de vigia aixecada sobre les runes d'una torre romana. Eludint als Castells Catalans, la família Corder assolí el relleu en la vida tortosina i el 1382 el ciutadà Pere Corder s'encarregà de l'estada del rei Joan I a Tortosa. Carreras Candi opina que l'origen de moltes torres medievals es deuen a fars ibèrics.